# Anisopteromalus quinarius
Anisopteromalus quinarius (лат.) — вид паразитических наездников из семейства Pteromalidae (Pteromalinae) отряда перепончатокрылые насекомые.

## Распространение
Россия (Московская область, Тамбовская область) и США (Калифорния). Предположительно космополиты, так как ранее это вид смешивали со всемирно распространённым таксоном Anisopteromalus calandrae.

## Описание
Мелкие наездники, оливково-зелёного и бронзового цвета. Скутеллюм слабо изогнут на латеральном виде. Высота головы отчётливо больше, в 2,24—2,74 раз чем размер глаза. Задние голени в 1,67–2,25 раза длиннее маргинальной жилки крыла. Щёки плоские с коротким килем около края рта, костула неотчётливая. Проподеум с несколькими пунктурами (мелкими глубокими ямками). Скутеллюм по длине равен или менее чем в 2 раза крупнее, чем стигмальная жилка.
Крылья с сильно редуцированным жилкованием. Паразитирует на жуках, в том числе, на вредителях продуктовых запасов: табачный жук, хлебный точильщик (из семейства точильщики, Anobiidae) и долгоносик амбарный обыкновенный (Sitophilus granarius) из группы трубконосики (Dryophthoridae). 
Гаплоидный набор хромосом n = 5. 
Вид впервые был описан в 2014 году российским гименоптерологом Владимиром Гохманом (Ботанический сад Московского государственного университета им. М.В. Ломоносова) и швейцарским энтомологом Ханнесом Бауром (Hannes Baur, Abteilung Wirbellose Tiere, Naturhistorisches Museum der Burgergemeinde Bern, Берн, Швейцария) по материалам из России.